# Monaster Wniebowstąpienia Pańskiego na Górze Oliwnej

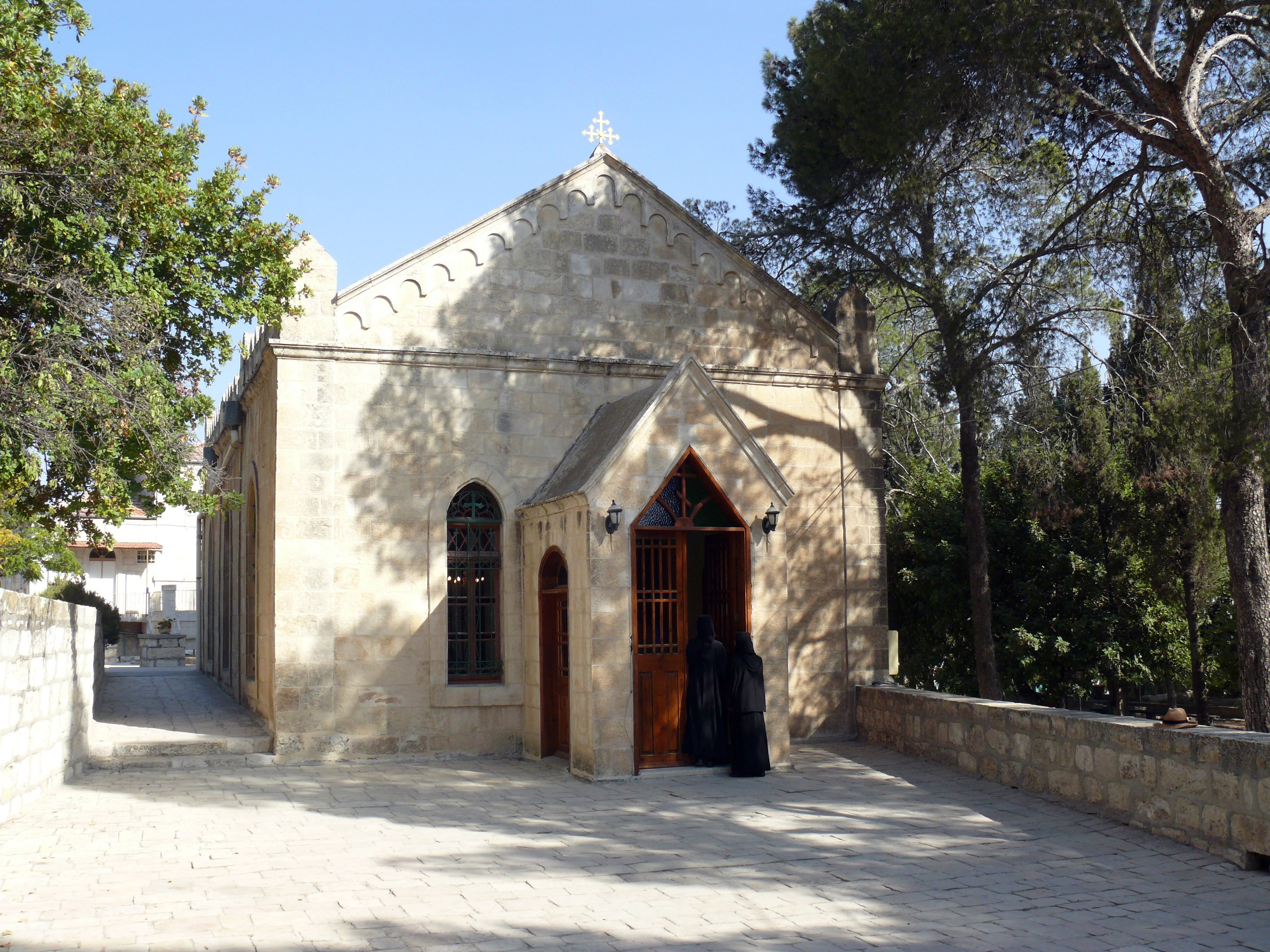
Cerkiew na miejscu odnalezienia głowy św. Jana Chrzciciela

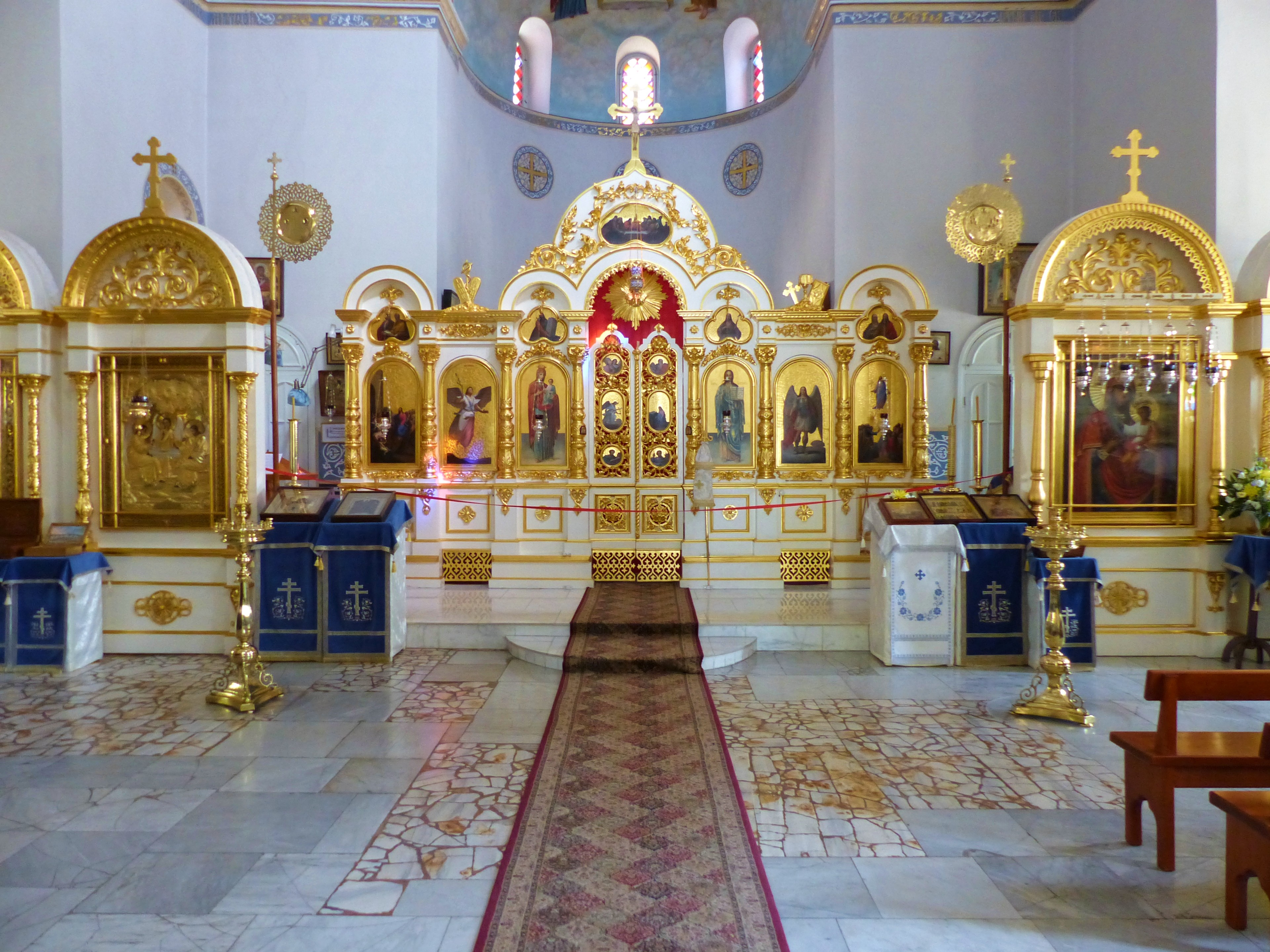
Wnętrze (2017)

Monaster Wniebowstąpienia Pańskiego na Górze Oliwnej – żeński prawosławny klasztor w Jerozolimie, w jurysdykcji Rosyjskiego Kościoła Prawosławnego poza granicami Rosji.

## Historia

### Budowa
Teren na zboczu Góry Oliwnej, w sąsiedztwie kaplicy Wniebowstąpienia Pańskiego, zakupił w 1870 kierownik rosyjskiej misji prawosławnej w Jerozolimie archimandryta Antonin. Na zakupionych ziemiach duchowny prowadził następnie badania archeologiczne nad znajdującymi się na tym terenie dawniej chrześcijańskimi świątyniami i nagrobkami. Archimandryta planował następnie utworzyć na tym miejscu męski monaster. W 1873 rozpoczęto prace nad budową pierwszej cerkwi na jego potrzeby. Prace musiały zostać przerwane na okres wojny rosyjsko-tureckiej, następnie wznowiono je; być może archimandryta Antonin osobiście zaprojektował dzwonnicę monasteru oraz szkicował wyposażenie klasztornej cerkwi. Według jego koncepcji budowlę wznieśli architekci włoscy: Antoni Landodorchi oraz Giovanni Battista Bizelli. Obiekt, świątynię krzyżowo-kopułową z czterema absydami, wzniesiono w stylu neobizantyjskim. Uroczyste poświęcenie gotowej świątyni miało miejsce 7 czerwca 1886. We wnętrzu budowli umieszczono zaprojektowany przez archimandrytę Antonina ikonostas z białego kamienia (sprowadzony z Athosu), zaś w podłogę obiektu wmurowano fragmenty marmurowych płyt pochodzących z bizantyjskiego monasteru z V w., odnalezione w czasie wcześniejszych badań archeologicznych. W marmurowych kiotach oraz w południowym skrzydle cerkwi wystawiono dla kultu cząsteczki relikwii różnych świętych oraz przywiezione z Rosji ikony Matki Bożej „Szybko Spełniająca Prośby z Góry Oliwnej” oraz „Poszukiwanie Zaginionych”. Oprócz soboru w kompleksie zabudowań przyszłego monasteru wzniesiono cerkiew na miejscu odnalezienia głowy Jana Chrzciciela.
Równocześnie z budową cerkwi trwała budowa dzwonnicy, którą osobiście nadzorował archimandryta Antonin. Budowla ta osiągnęła wysokość 64 metrów i określana jest jako „Rosyjska Świeca”. W swojej architekturze dzwonnica, budowana przez tych samych architektów włoskich, co cerkiew, naśladuje wygląd włoskich dzwonnic kościelnych. Dzwon zawieszony na niej 7 lutego 1885 ufundował kupiec Aleksandr Riazancew, który już wcześniej wspierał finansowo misję rosyjską w Jerozolimie.
W związku z rosnącym zainteresowaniem pielgrzymów rosyjskich Górą Oliwną archimandryta Antonin rozpoczął na terenie wzgórza budowę domów pielgrzyma. Nie dożył jednak ukończenia prac; zmarł w 1894 i został zgodnie ze swoim testamentem pochowany w soborze Wniebowstąpienia Pańskiego. Prace nad rozbudową monasteru kontynuował jego następca, archimandryta Leonid. Planował on zbudować na jego terenie sobór Sądu Ostatecznego, jednak wybuch I wojny światowej udaremnił te plany. Ukończona została jedynie dolna cerkiew św. Filareta Miłościwego, która ostatecznie stała się monasterskim refektarzem.
Przed wejściem do soboru Wniebowstąpienia Pańskiego umieszczono najcenniejszą relikwię przechowywaną w klasztorze – kamień, na którym według tradycji w momencie Wniebowstąpienia stała Matka Boża.

### Utworzenie wspólnoty żeńskiej. I wojna światowa i powstanie monasteru
W 1905 na Górze Oliwnej utworzona została żeńska wspólnota żyjąca wspólnie według reguły mniszej (analogicznej jak obowiązująca w Monasterze Gornieńskim, również prowadzonym przez misję). Początkowo należało do niej 15 kobiet, na czele wspólnoty stała mniszka Eupraksja (Miłowidowa). W 1906 funkcjonowanie wspólnoty potwierdził Świątobliwy Synod Rządzący. Po tej decyzji na potrzeby mieszkanek Góry Oliwnej wzniesiono nowe budynki mieszkalne, jak również pracownię haftu artystycznego i ikonopisania. W 1907 we wspólnocie żyło już 70 kobiet, zaś w przededniu wybuchu I wojny światowej było ich ponad sto.
W momencie wybuchu wojny rosyjski ruch pielgrzymkowy do Palestyny stał się niemożliwy, a cały personel misji rosyjskiej został ewakuowany do Aleksandrii. Teren wspólnoty na Górze Oliwnej został zajęty na potrzeby armii tureckiej. Niektóre mniszki mimo to pozostały na Górze, inne zamieszkały czasowo w monasterach greckich lub wyjechały do Aleksandrii. W 1917 teren monasteru zajęły wojska brytyjskie. W budynku stanowiącym dawniej siedzibę misji rosyjskiej rozlokowano Najwyższy Sąd terytorium mandatowego Palestyny. Od 1919 na Górę Oliwną zaczęły wracać mniszki rosyjskie, następnie także duchowieństwo, którego powrót umożliwił wznowienie normalnego funkcjonowania monasteru. W 1923 r. 30 sióstr wspólnoty zwróciło się do brytyjskiego Wysokiego Komisarza z prośbą o uznanie jej za część prawosławnego Patriarchatu Jerozolimskiego. Od tego samego roku przełożone wspólnoty otrzymywały każdorazowo godność ihumeni.
W 1924 wspólnota po raz drugi zmieniła jurysdykcję, wchodząc w struktury Rosyjskiego Kościoła Prawosławnego poza granicami Rosji na prośbę jego zwierzchnika, metropolity Antoniego i za zgodą patriarchy jerozolimskiego Damiana. W tym samym roku wspólnota uzyskała status monasteru.
Już po II wojnie światowej zespół fresków w klasztorze wykonała mniszka Taisa (Karcowa).
Obecnie (XXI w.) w monasterze przebywa 46 mniszek narodowości rosyjskiej, arabskiej, rumuńskiej, estońskiej, australijskiej i niemieckiej.